# Nātyaśāstra
Il Nātyaśāstra (sanscrito: नाट्य शास्त्र, "Trattato sulle arti drammatiche") di Bharata è il più importante testo teorico sul teatro classico indiano, comprendente anche la danza e la musica. È attribuito al muni ("saggio") Bharata e la sua composizione è datata fra il 200 a.C. e il 200 d.C. Il Natya Shastra è il più antico testo di teoria teatrale giunto fino ai giorni nostri, anche se gli studiosi ritengono oggi che sia stato scritto da vari autori in epoche differenti. La fonte del Nāṭya Śāstra sarebbe da rintracciare nei più antichi Nāṭa Sūtra, di cui non è pervenuto alcun frammento.
Il Natya Sastra copre una grande varietà di argomenti, dalla scenografia alla musica, dalla mimica al trucco, praticamente ogni aspetto della messa in scena. Il testo, ricco di dettagli sulla musica e sugli strumenti dell'epoca è di grande interesse anche per i musicologi.

## Datazione e autenticità

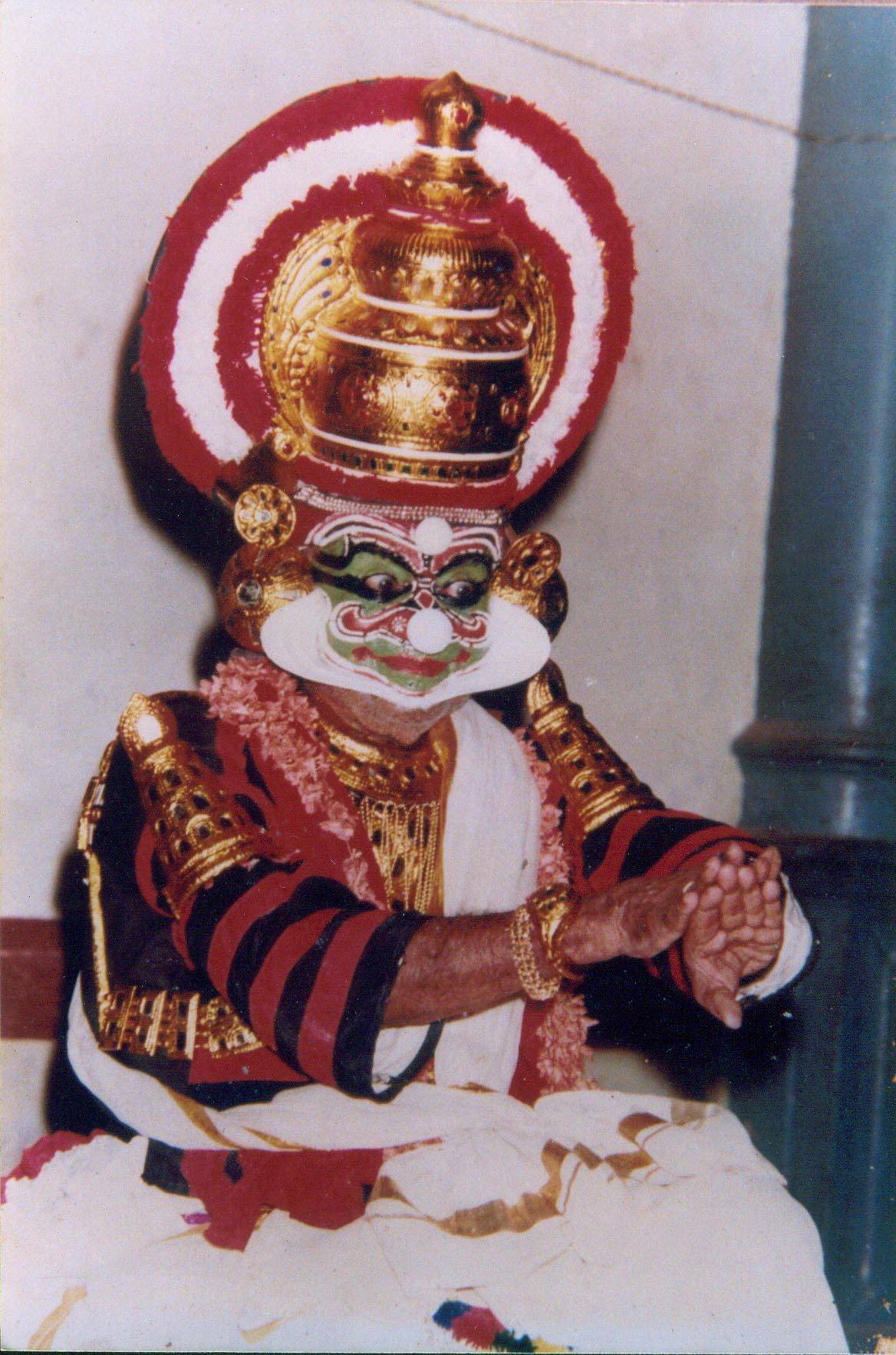
Nātyāchārya Māni Mādhava Chākyār, famoso artista e studioso del teatro sanscrito, nel dramma Abhiṣeka Nataka

Il testo è di difficile datazione, e la stessa esistenza di Bharata è storicamente dubitabile, visto che alcuni studiosi ritengono che il Natya Sastra sia opera di più autori. Kapila Vatsyayan sostiene che l'unità e la coerenza del testo fa pensare che la composizione sia opera di un unico autore, che si tratti o no di Bharata: verso la fine, il testo riporta: "Poiché egli solo è l'attore principale, assumendo molti ruoli, per questo è chiamato Bharata" (35.91), da cui si può presumere che Bharata fosse un nome generico. Potrebbe forse essere un acronimo composto di tre sillabe: bha per bhāva (sentimento), rā per rāga (schema melodico) e ta per tāla (ritmo). In ogni caso, tradizionalmente Bharata è considerato un muni, "santo", e l'opera è strettamente associata con tale personaggio.
Da momento che non ci sono notizie storiche su Bharata, ogni considerazione sulla datazione può essere basata unicamente sul testo. Alcuni commentatori hanno osservato che il Natya Sastra sembra in alcune parti molto simile al Rāmāyaṇa; allo stesso tempo, il testo è chiaramente più tardo di quelli Purāṇa e Brāhmaṇa. Questo ha condotto generalmente ad una datazione fra il 200 a.C. e il 200 d.C..

## Struttura dell'opera
Scritto in sanscrito, il testo è composto di 6000 sutra, o stanze, strutturate in 35 o 36 capitoli. Alcuni brani sono in prosa.
Il discorso nasce dalle domande sul natyaveda (letteralmente nāṭya = dramma, rappresentazione; veda = conoscenza) rivolte a Bharata da vari muni: il libro ha quindi in qualche modo la forma di un dialogo. Bharata afferma che tutte le sue conoscenze vengono da Brahmā, e in un certo punto del testo dice di avere centinaia di "figli" che diffonderanno queste conoscenze, affermazione che fa supporre che Bharata avesse numerosi discepoli da lui formati. 
La creazione del natyaveda da parte di Brahmā è associata col mito del cosiddetto quinto veda: poiché i quattro veda non potevano essere studiati dalle donne e dalle caste inferiori, Brahma creò il quinto veda, l'arte del teatro, che poteva essere praticata da tutti

## Teoria dello spettacolo teatrale

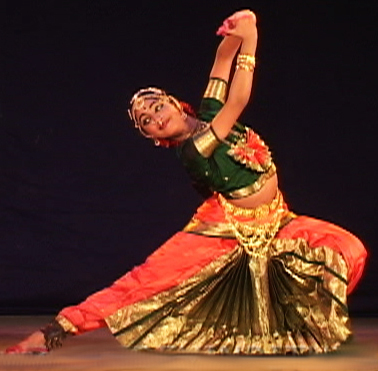
Danza indiana classica:
erede del Natya Shastra

Il Natya Shastra tratta molti aspetti del teatro, dalla costruzione letteraria dei testi, alla struttura della scena, ad una dettagliata analisi della musica ad un'analisi delle forme di danza con attenzione a vari tipi di movimenti del corpo e al loro impatto sullo spettatore.
Bharata descrive 15 tipi di drammi, che vanno dall'atto unico ai dieci atti. I principi della scenografia sono abbastanza dettagliati, e singoli capitoli sono dedicati ad aspetti come il trucco, i costumi, la recitazione, la direzione, ecc.
Il testo descrive quattro tipi di recitazione (abhinaya): quella relativa ai movimenti del corpo (angika), alla parola (vAchika), ai costumi e al trucco (AhArya), e quella più alta, relativa all'espressione delle emozioni attraverso lievi movimenti delle labbra, delle sopracciglia, ecc. (sAttvika)

### Rasaebhava
Il Nāṭyaśāstra delinea una dettagliata teoria del genere performativo "natja" nel quale danza e musica non sono semplici ornamenti ma parti integranti; tale trattato è comparabile alla Poetica di Aristotele. Per " rasa" si intende l'esperienza particolare dello spettatore nell'assistere al genere performativo del "natja", ma il " rasa" può in realtà essere esperito anche grazie alla poesia, tuttavia solo lo spettacolo teatrale è alla portata della comprensione di tutti. Infatti nel mito della fondazione del "natja", compreso nel primo capitolo del trattato, gli dei, assumendo come portavoce il dio Indra, chiesero a Brahma la creazione di un quinto Veda che fosse udibile e visibile a tutti, a prescindere dalla casta di appartenenza.
Scopo del quinto Veda era migliorare la qualità dell'esistenza degli uomini, che durante l'età d'argento erano schiavi dei vizi e dei piaceri, attanagliati dal dolore, odio e paure.
Il "natja" contempla in egual misura piacere e istruzione, il teatro, secondo le parole di Brahma, abbraccia tutti i campi della conoscenza.
Il termine "rasa" può essere tradotto come "gustazione" perché come un piatto ben cucinato può essere gustato quando presenta una combinazione di spezie, così nel teatro la combinazione di " bhava", cioè Stati psicologici o Sentimenti, permette una gustazione per l'uomo colto.

## Musica
Dopo il Sāmaveda, che tratta dell'intonazione rituale dei Veda, il Natyasastra è il primo importante testo teorico sulla musica. È considerato il trattato che definisce la musica indiana classica fino al XIII secolo.